# لي دونغ جيون (لاعب كرة قدم)
لي دونغ جيون (هانغل: 이동근) هو لاعب كرة قدم كوري جنوبي في مركز الوسط، ولد في 28 نوفمبر 1988 في كوريا الجنوبية. لعب مع نادي جيونجنام ‏.

## وصلات خارجية
- لي دونغ جيون (لاعب كرة قدم) على موقع دوري كوريا الجنوبية (الإنجليزية)
- لي دونغ جيون (لاعب كرة قدم) على موقع قاعدة بيانات كرة القدم.إي يو (الإنجليزية)
- لي دونغ جيون (لاعب كرة قدم) على موقع Soccerway.com (الإنجليزية)